# Konstantin Konik

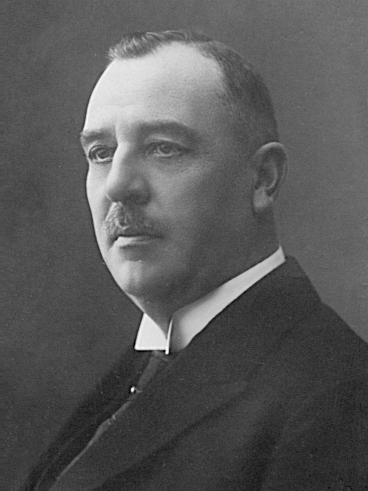
Konstantin Konik (Aufnahme aus den 1920er Jahren)

Konstantin Konik (* 19. Dezemberjul. / 31. Dezember 1873greg. in Tartu; † 3. August 1936 ebenda) war ein estnischer Politiker und Mediziner.

## Frühe Jahre
Konstantin Konik wuchs in einfachen Verhältnissen auf. Nach dem Abitur in Tartu studierte er von 1893 bis 1898 Medizin an der Universität Tartu. Bereits im ersten Studienjahr trat der ehrgeizige Konik dem Verein Studierender Esten (estnisch Eesti Üliõpilaste Selts) bei. Ab 1899 war er als Arzt einer Zuckerfabrik in der Westukraine angestellt, danach in einem Krankenhaus in Odessa. 1904/05 nahm er am Russisch-Japanischen Krieg als Mediziner teil.

## Weg in die Politik
1905 kehrte er nach Tartu zurück. Dort engagierte er sich unter dem Eindruck der russischen Revolution von 1905 politisch und gesellschaftlich. Er trat für radikale estnisch-nationale Ideen und gegen die zaristische Gewaltherrschaft ein. 1908 promovierte er zum Dr. med. an der Universität Tartu.
1909 ließ sich Konstantin Konik in Tallinn als Arzt nieder. Von 1913 bis 1915 war Konik als Redakteur der Zeitschrift Tervis („Gesundheit“) tätig. Während des Ersten Weltkriegs war er Leiter der Gesundheitsamts der Stadt.

## Politiker
1917 wurde Konik zum Mitglied der provisorischen estnischen Landesregierung berufen und wurde im November 1918 Leiter der Gesundheitsministeriums. Im selben Jahr gründete er mit politisch Gleichgesinnten die sozialdemokratisch orientierte Estnische Arbeitspartei (Eesti Tööerakond).
Am 19. Februar 1918 ernannte der Ältestenrat des Provisorischen Landtags Konik zum Mitglied des dreiköpfigen estnischen Rettungskomitees (Eesti Päästekomitee), das für die Loslösung Estlands von Russland und für die vollständige staatliche Souveränität eintrat. Gemeinsam mit Konstantin Päts und Jüri Vilms gilt Konik als einer der drei Gründerväter der Republik Estland, die am 24. Februar 1918 die unabhängige Republik Estland ausriefen.
Mit dem Einmarsch kaiserlicher deutscher Truppen in Tallinn am 25. Februar 1918 wurde seine politische Tätigkeit stark beschnitten. Konik wurde im August desselben Jahres wegen seiner nationalestnischen Tätigkeit verhaftet. Erst mit dem Zusammenbruch des deutschen Kaiserreichs im November 1918 erlangte er seine Freiheit wieder. Von 1918 bis 1920 leitete er den Gesundheitsdienst des jungen estnischen Staates. 1919/20 war er Mitglied der verfassungsgebenden Versammlung der Republik (Asutav Kogu), in der die Estnische Arbeitspartei dreißig der 120 Abgeordneten stellte.

## Mediziner
Anfang der 1920er Jahre zog sich Konik aus der aktiven Politik zurück. Von September 1920 bis 1931 war Konstantin Konik Professor für Chirurgie, Dekan der Medizinischen Fakultät der Universität Tartu und Leiter der Nerven- und Kinderklinik der Universität. Am 8. März 1920 hielt er die erste estnischsprachige Aulavorlesung an der Universität überhaupt. Unter Koniks Ägide modernisierte sich das Universitätsklinikum.

## Späte Jahre
1932 wurde Konik im Kreis Järva als Abgeordneter der Nationalen Zentrumspartei (Rahvuslik Keskerakond), der Nachfolgerin der Estnischen Arbeitspartei, in das estnische Parlament (Riigikogu) gewählt.
1933 war Konik im Kabinett von Regierungschef Jaan Tõnisson kurzzeitig Minister für Bildung und Soziales. Konik warnte insbesondere vor einem heraufziehenden Krieg Hitler-Deutschlands und hielt den Völkerbund für zu schwach, um den Frieden in Europa zu garantieren. Im Herbst 1933 erkrankte Konik schwer. Er starb 1936 in Tartu.

## Privatleben

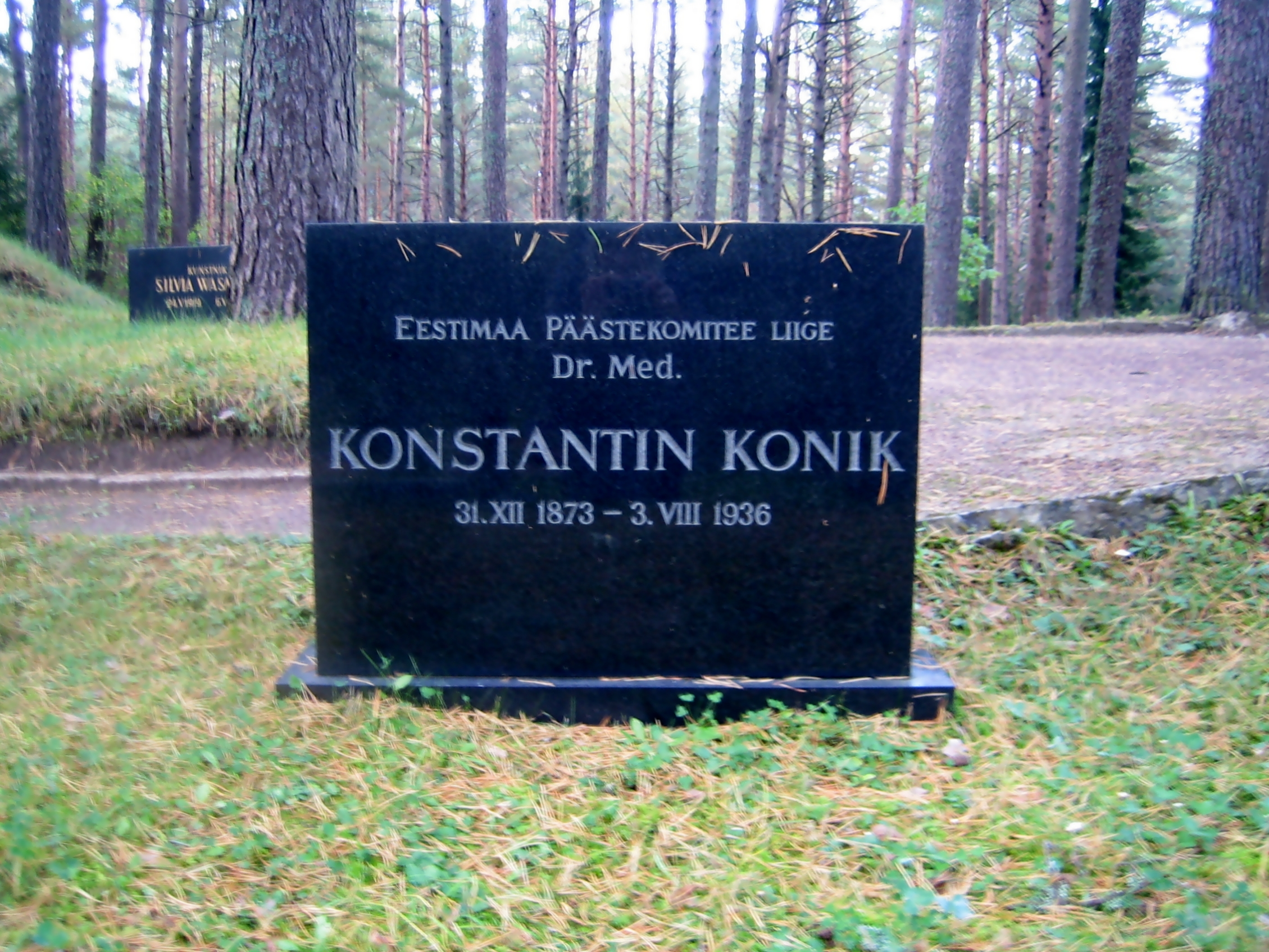
Grab auf dem Tallinner Waldfriedhof

Konstantin Konik war in erster Ehe mit Matilde Pistrik, einer Angestellten der Zeitung Postimees, verheiratet. Seine Frau starb, als er 56 Jahre alt war. Anschließend heiratete er Viktoria, die geschiedene Ehefrau des estnischen Künstlers Nikolai Triik. Beide Ehen blieben kinderlos.